# Imma bifulminata
Imma bifulminata är en fjärilsart som beskrevs av Edward Meyrick 1930. Imma bifulminata ingår i släktet Imma och familjen Immidae. Inga underarter finns listade i Catalogue of Life.